# Luigi Dal Verme
Luigi Dal Verme o Alvise Dal Verme (1390 circa – Melzo, 4 settembre 1449) è stato un condottiero italiano.
Fu conte di Sanguinetto e signore di Albareto, Bobbio, Borgonovo Val Tidone, Busseto, Castel San Giovanni, Fortunago, Nogarole Rocca, Oramala, Pecorara, Pianello Val Tidone, Pietragavina, Poviglio, Rocca d'Olgisio, Romagnese, Ruino, Sustinenza, Voghera e Zavattarello.

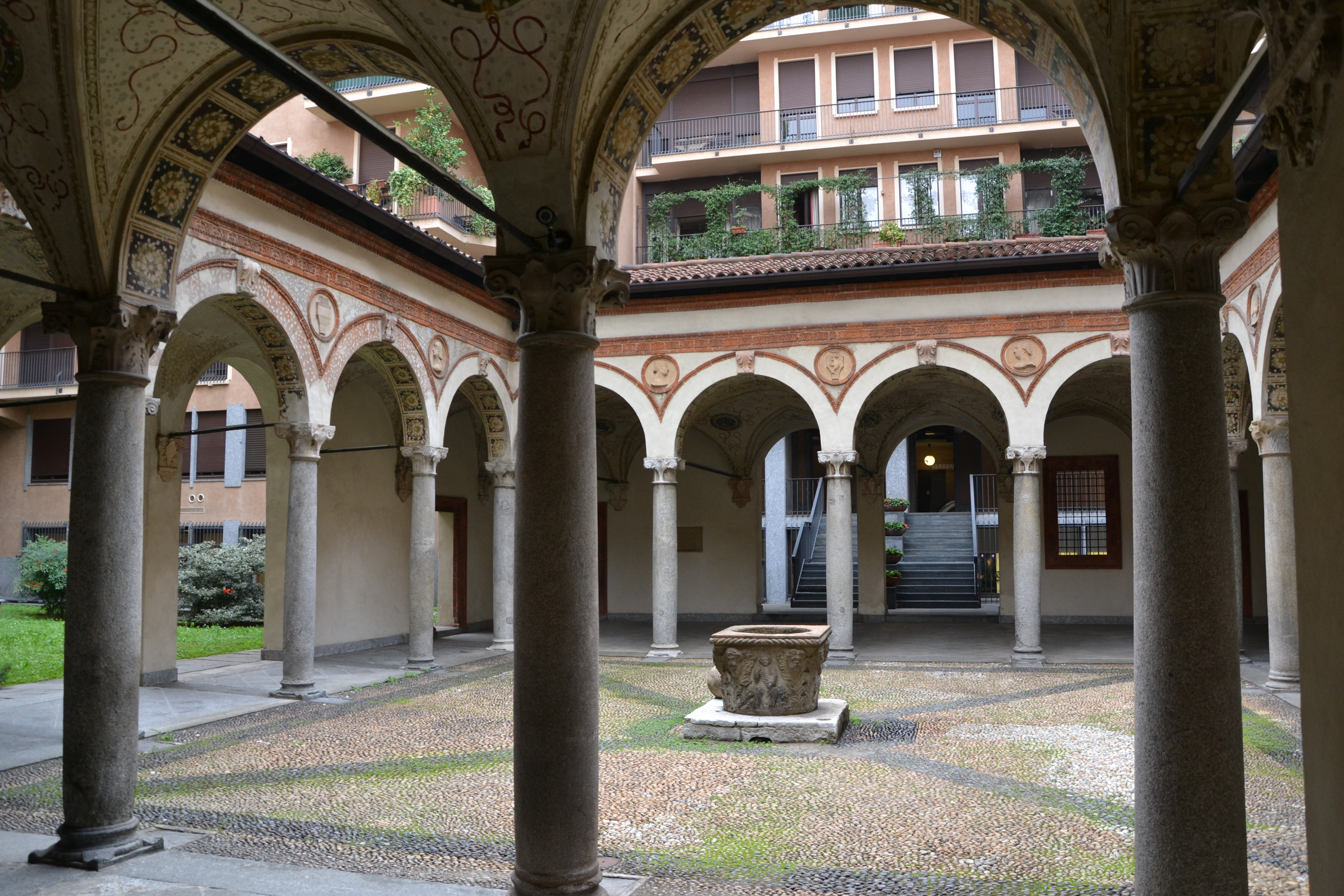
Palazzo Dal Verme, Milano.

## Biografia
Figlio del famoso condottiero Jacopo Dal Verme, seguì inizialmente le campagne di quest'ultimo, poi combatté in compagnia di Muzio Attendolo Sforza nella guerra contro Giovanna II di Napoli. Successivamente venne assunto dai bolognesi e poi dalla Repubblica di Venezia.
Dopo aver combattuto nella guerra tra la Repubblica di Firenze e Filippo Maria Visconti, duca di Milano, quest'ultimo gli concesse il titolo di conte di Bobbio e Voghera, il feudo di Castel San Giovanni ed altri minori. Nel 1437 tornò in Lombardia e, insieme a Niccolò Piccinino, difese Bellinzona, ma fu sconfitto a Orzinuovi e Soncino. Dopo la conquista di Padova, nel 1405, la Repubblica di Venezia gli confiscò il podere fortificato che possedeva nella zona di Pontecasale; il terreno fu messo in vendita nel 1440 e oggi vi sorge Villa Garzoni. Nel 1446, per i Visconti, assediò Cremona con Francesco Piccinino, ma venne respinto da Scaramuccia da Forlì con le truppe della veneziane.
Successivamente fu comandante in capo dell'esercito estense. Fu sconfitto a Monte Brianza dall'Attendolo. Quando nel 1447 venne proclamata la Repubblica Ambrosiana, fu a fianco di Francesco Sforza, contribuendo alla conquista di quest'ultimo di Milano. Finita la guerra, il Dal Verme ottenne da lui la conferma del suo feudo in Lombardia.
Dal Verme venne ferito durante l'assedio di Monza e morì a Melzo poco dopo, probabilmente di peste. Fu sepolto a Voghera, nella chiesa di San Lorenzo.

## Discendenza
Luigi Dal Verme sposò in prime nozze nel 1408 Valpurga Scotti, dalla quale ebbe tre figli:
- Antonia († 1487), che sposò Sforza Secondo Sforza, figlio naturale di Francesco Sforza;
- Caterina, che sposò Antonio Secchi;
- Taddeo († 1493), condottiero.

Nel 1430 sposò in seconde nozze Luchina Bussone, figlia del condottiero Carmagnola, dalla quale ebbe un figlio:
- Pietro († 1485), condottiero.

Ebbe inoltre due figli naturali:
- Giovanni († 1490);
- Giacomo († 1467), condottiero.